# Hugo Rahner
Hugo Karl Erich Rahner SJ (3. května 1900, Pfullendorf – 21. prosince 1968, Mnichov) byl německý jezuita, teolog a historik. Považuje se za představitele tzv. Kérygmatické teologie.

## Rodina
Hugo Rahner vyrůstal v tradičně katolické rodině. Byl třetím ze sedmi dětí manželů Karla Rahnera st. (1868–1934), učitele němčiny, historie a francouzštiny, a Luisy Rahner rod. Trescher (1875–1976). Je bratrem Elisabethy Cremer rod. Rahner a Karl Rahner SJ.

## Život
Po půlroční vojenské službě na konci 1. světové války a bezprostředně po maturitě v roce 1919 vstoupil Hugo Rahner do Společnosti Ježíšovy, tedy k jezuitům. Po studiích filozofie na jezuitské vysoké škole ve Valkenburg aan de Geul působil v letech 1923 až 1926 jako prefekt a vychovatel na jezuitském gymnáziu "Stella Matutina" ve městě Feldkirch. V letech 1926 až 1931 studoval filozofii a katolickou teologii na Universität Innsbruck. V roce 1929 byl v Pullachu nedaleko Mnichova mnichovským arcibiskupem Michaelem kardinálem Faulhaber vysvěcen za katolického kněze. Po dosažení doktorátu (Dr. Theol.) Z patristiky v roce 1931 (Innsbruck) studoval v letech 1931 až 1934 historii na Univerzitě v Bonnu. Studium úspěšně ukončil pod vedením Wilhelma Neuss a v roce 1934 promoval s titulem Dr. phil. V roce 1935 se habilitoval v Innsbrucku v oboru "církevní dějiny prvních století" a "patrologie".
Od roku 1935 přednášel na Universität Innsbruck. V roce 1937 se stal řádným profesorem církevních dějin, dějin dogmat a patrologie. V důsledku zrušení teologické fakulty během nacismu a druhé světové války byli innsbručtí jezuité a mezinárodní kněžský seminář Canisianum přeloženi do města Sion (Sitten) ve Švýcarsku. Tady v letech 1938 až 1945 na Papežské teologické fakultě přednášel i Hugo Rahner. V letech 1940 až 1946 přednášel i ve spolku Eranos v Locarnu, kde se poznal i s takovými osobnostmi jako Carl Gustav Jung, Mircea Eliade a Rudolf Otto.
Po znovuobnovení teologické fakulty v Innsbrucku v roce 1945 se stal Hugo Rahner na krátce její děkanem (1945/1946), později se stal rektorem univerzity (1949/1950). V letech 1952 až 1953 opět působil jako děkan teologické fakulty. V důsledku své těžké nemoci (morbus Parkinson) byl však v roce 1963 předčasně penzionován. Je pohřben na hřbitově v Pullachu.
Je autorem četných příspěvků v oblasti patrologie, ignaciánské spirituality a duchovní situace současnosti. Při příležitosti jeho 60. narozenin byla sestavena jeho bibliografie s názvem "sentir Ecclesiam", která obsahuje více než 720 položek.

## Dílo
Spolu se svými teologickými současníky (mezi jinými i s jeho bratrem Karl Rahner SJ) pracoval na teologii, která stojí zcela ve službě hlásání. Jakýsi základní náčrt takové teologie se nachází v jeho knize Eine Theologie der Verkündigung (Teologie ohlašování) (Freiburg, 1939). Jeho studie z dějin církve se zabývali vztahem mezi církví a západním humanismem a vzájemným vztahům mezi církví a státem. O církevních otcích, jejich spiritualitě, významu mýtů a symboliky v jejich spisech napsal několik významných knih a článků. Jeho výzkum křesťanské interpretace řecké mytologie umožnil určitý nový pohled na vznik církve.
Hugo Rahner má obrovskou zásluhu i na znovuobjevení církevní symboliky. Zvláštní pozornost věnoval zakladateli jezuitského řádu, sv. Ignácovi z Loyoly. Známé jsou jeho knihy Ignatius ven Loyola. Geistliche Briefe (Einsiedeln / Kolín, 1956) (Ignác z Loyoly. Duchovní listy), Ignatius ven Loyola. Briefwechsel mit Frauen (Freiburg, 1956) (Ignác z Loyoly. Listy se ženami) a Ignatius ven Loyola als Mensch und Theology (Freiburg, 1964) (Ignác z Loyoly jako člověk a teolog).
Díky Wilhelmu Neuss měl Hugo Rahner již od roku 1934 kontakty s katolickým studentským spolkem W. K. St. V. Unitas Rhenania zu Bonn. V roce 1937 zastával úřad "Alter Herr" v obou innsbruckých studentských spolcích, Unitas-Verein Norica i Unitas-Verein Greifenstein. Po jejich násilném zrušení v roce 1938 poskytl oběma prostory v jezuitském kolegiu. V roce 1954 přednášel na slavnostním oficiálním obnovení spolku Unitas-Greifenstein. V roce 1951 se stal čestným členem spolků A. V. Austria Innsbruck a K.Ö.H.V. Leopoldina Innsbruck.

## Vyznamenání
- 1955 – Großes Silber Ehrenzeichen für die Verdienste um die Republik Österreich (Velké stříbrné vyznamenání za zásluhy o Rakouskou republiku)
- 1958 – Ehrenkette des Landes Tirol (Čestný řetěz Tyrolska)
- 1959 – Österreichisches Ehrenzeichen für Wissenschaft und Kunst "Pro Litter et artibus" (Čestné rakouské vyznamenání za vědu a umění "Pro Litter et artibus")
- 1968 – Ehrendoktorwürde zum Dr. jur. h. c. der Universität Innsbruck (Čestný doktorát Universität Innsbruck)